# Герцог і Я
«Герцог і я» — історичний роман 2000 року, написаний Джулією Квінн, вперше опублікований видавництвом Avon. Це перший роман із серії романів Квінн про епоху Регентства, що розповідає історію про братів і сестер сім'ї Бріджертон, зокрема про четверту дитину в родині — Дафну.

## Сюжет
У 1813 році герцог Гастінґс, Саймон Бассет, повертається до Лондона після тривалої відсутності. Дафна Бріджертон, яка вже має за плечима два сезони у високому суспільстві, мріє про шлюб з кохання. На балу, влаштованому леді Денбері, Дафна вибиває з колії наполегливого залицяльника Бербрука, за чим спостерігає Саймон. Раптом виявляється, що Дафна — сестра його давнього друга Ентоні Бріджертона. Дівчина вважає, що має мало шансів на здійснення своєї мрії про кохання, попри її зовнішню красу та високий інтелект.
Саймон розуміє, що як вродливий, заможний і неодружений герцог він вважається надзвичайно затребуваним парубком. Він пропонує Дафні вдавати, що залицяється до неї, щоб інші чоловіки вважали її привабливою, а леді Денбері, його хрещена мати, дала йому спокій. Ентоні не схвалює залицяння між Саймоном і Дафною, адже герцог має досить сумнівну репутацію ловеласа.
Дафна і Саймон починають закохуватися одне в одного. Під час їхнього поцілунку в саду з'являється Ентоні, який вимагає, щоб Саймон одружився з Дафною після того, як скомпрометував її. Саймон змушений погодитись на шлюб з нею, але попереджає, що ніколи не зможе мати дітей. Дафна і Саймон швидко одружуються. Згодом дівчина розуміє, що Саймон робить усе можливе, щоб у них не було дітей. Це призводить до розриву між подружжям. Пригнічений, Саймон йде на вулицю і багато п'є. Пізніше, коли він повертається додому п'яний, Дафна користується його станом та намагається завагітніти всупереч його бажанню. Травмований цим, Саймон тікає. Через два місяці Дафна пише Саймону, щоб повідомити про свою вагітність. Він зізнається, що сумує за нею. Вони примиряються і вирішують, що хочуть створити власну сім'ю.

## Сприйняття
Після виходу серіалу «Бріджертони» на Netflix 25 грудня 2020 року продажі роману та інших книг із серії Джулії Квінн різко зросли. Кілька тижнів він був № 1 у списку бестселерів New York Times. У січні 2021 року він посів № 11 у списку бестселерів для масового ринку Publishers Weekly та № 9 у списку бестселерів у м'якій обкладинці.

## Критика
Описаний як один із токсичних моментів їхніх стосунків, він викликав критику через те, що порушення згоди ніколи не розглядалося в романі як морально неправильне. Критики зазначали, що в ньому не визнаються труднощі чоловіків, які стали жертвами зґвалтування, особливо з огляду на те, що Саймон був травмований після цієї події.

## Адаптація
Роман покладено в основу першого сезону серіалу Netflix «Бріджертони», прем'єра якого відбулася 25 грудня 2020 року. Фібі Дайневор зіграла Дафну Бріджертон, Редже-Жан Пейдж — Саймона Бассета, а Джонатан Бейлі — Ентоні Бріджертона.
Критики також зазначили, що серіал увічнює фетишизацію чорношкірих чоловіків у ЗМІ, оскільки роль Саймона в серіалі виконує темношкірий актор.

## Покликання
- Бріджертони. Книга Герцог і я VS Серіал // Книжки для Елджернона
- Джулія Куїнн «Бріджертони. Герцог і я» або Sex Education в епоху Регентства // Книжковий подкаст «Легковажні»